# پابلو راگو
پابلو راگو (اسپانیایی: Pablo Rago‎؛ ‏ تلفظ اسپانیایی: [ˈpaβlo ˈraɣo]؛ ‏ زادهٔ ۲۴ سپتامبر ۱۹۷۲) کارگردان نمایش و بازیگر اهل آرژانتین است.
از فیلم‌هایی که وی در آن نقش داشته‌است، می‌توان به راز چشمان آن‌ها، فوتبال‌دستی و گزارش رسمی اشاره کرد.